# Corades argentata
Corades argentata är en fjärilsart som beskrevs av Butler 1868. Corades argentata ingår i släktet Corades och familjen praktfjärilar. Inga underarter finns listade i Catalogue of Life.